# 花蓮縣警察局

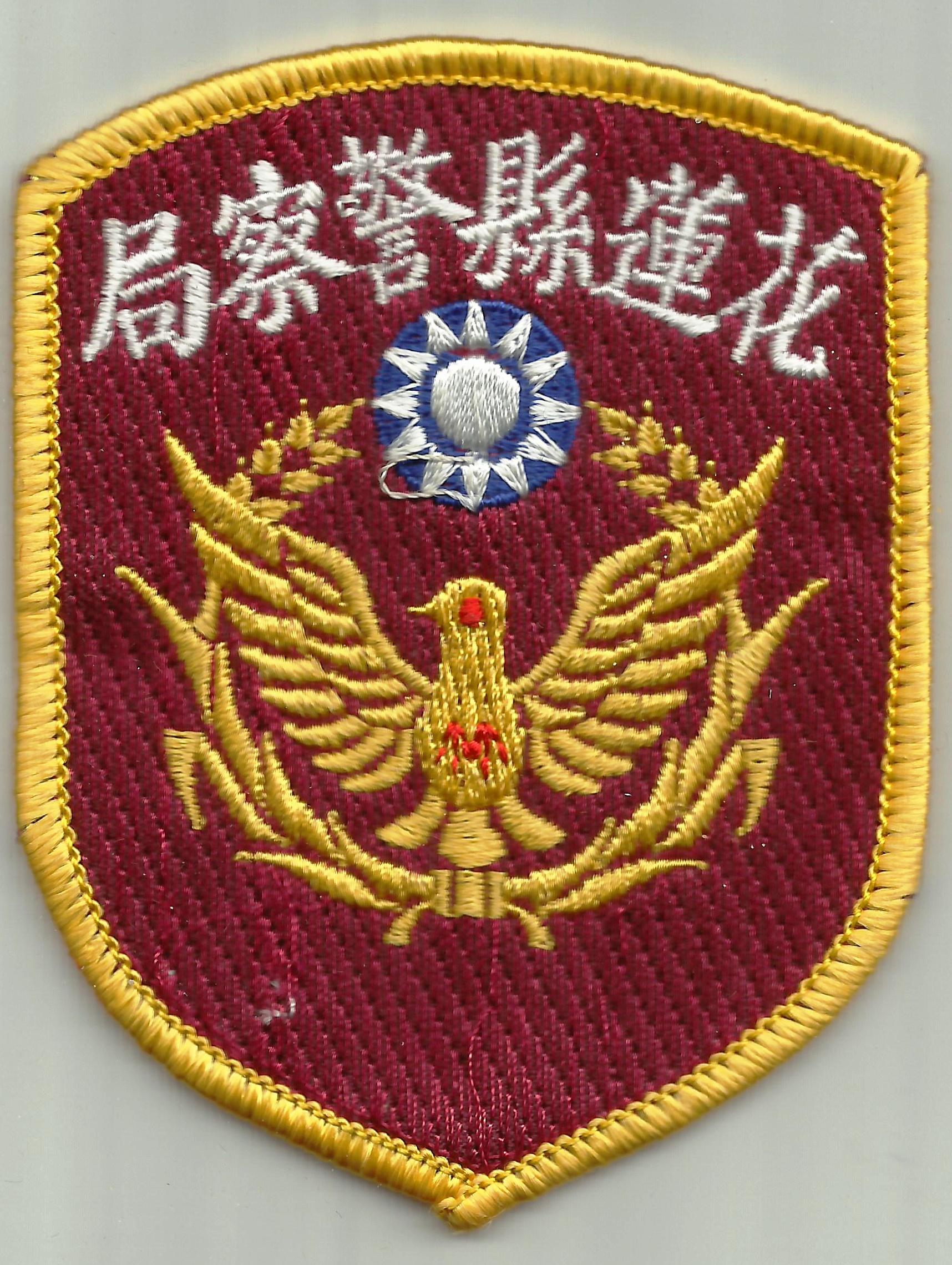
花蓮縣警察局臂章

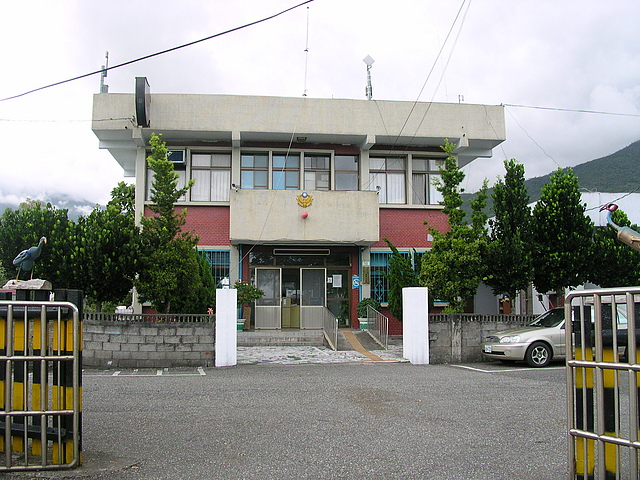
吉安分局南華派出所

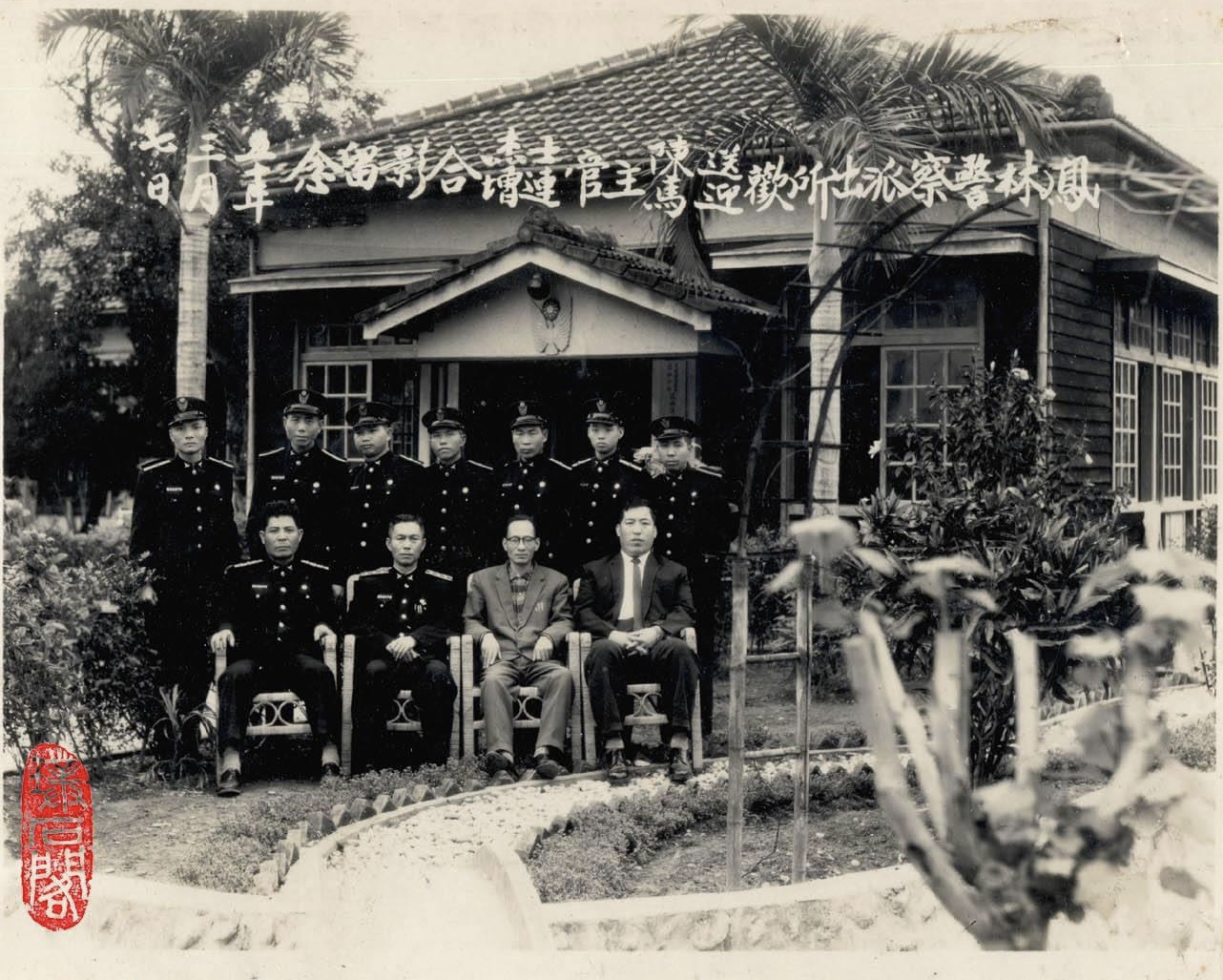
1961年鳳林派出所交接儀式合影

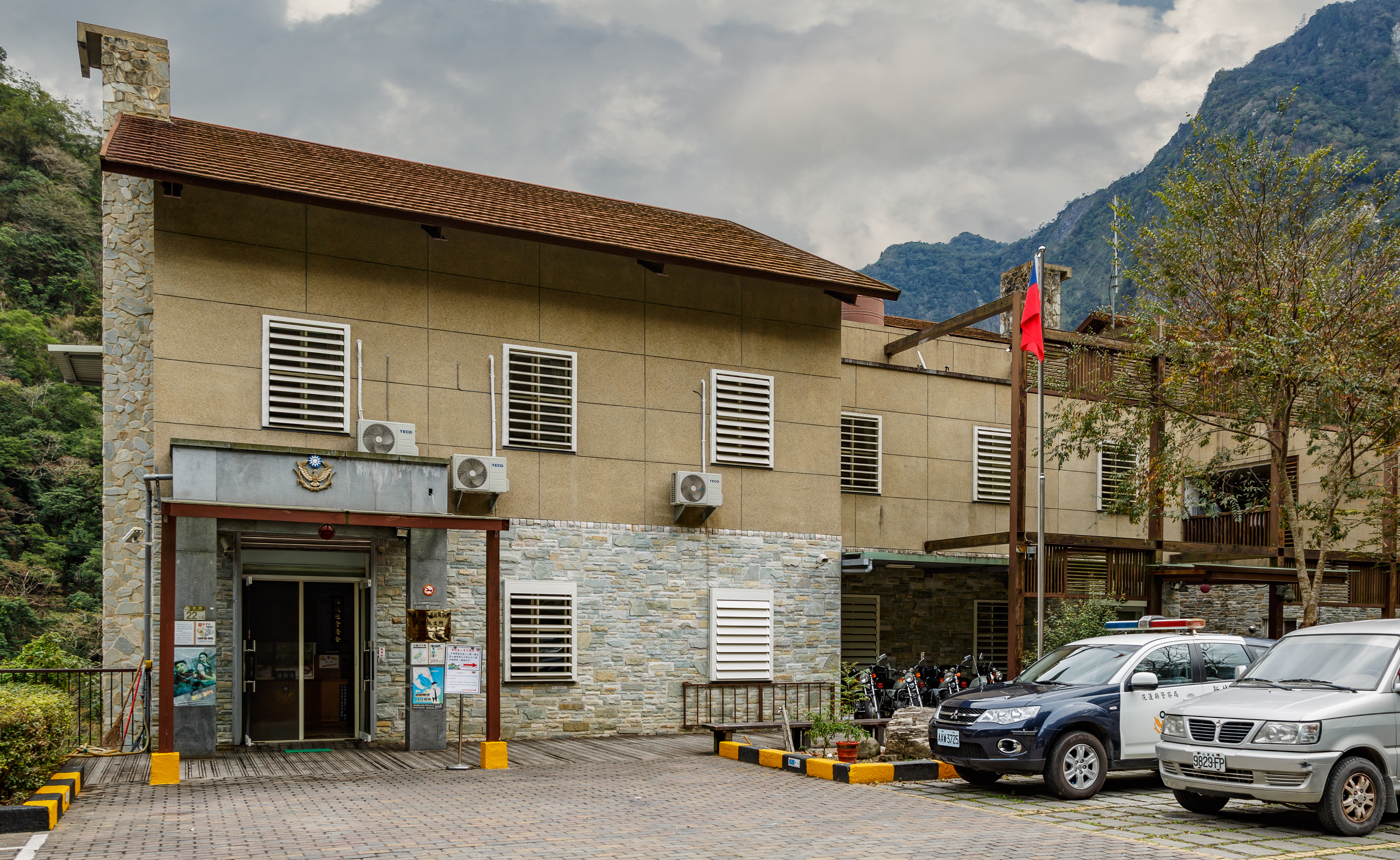
新城分局天祥派出所

花蓮縣警察局（簡稱花蓮警局）是中華民國花蓮縣的最高地方警察機關，隸屬於內政部警政署及花蓮縣政府，負責全縣治安維護、刑事偵查、交通管理、災害防救、婦幼安全與社區警政等工作。局本部位於花蓮市建國路與中山路口，下轄花蓮、吉安、新城、鳳林、玉里等五個分局，並設有若干派出所與分駐所，轄區遍及縣內13鄉鎮市。現任局長為陳百祿，副局長為高麗姬。

## 簡介
花蓮地區警察制度源自日治時期設立的「花蓮港警察署」，二戰結束後由中華民國國民政府接收，並於1950年正式成立「花蓮縣警察局」，隸屬臺灣省警務處。1980年代後，配合全國警政系統現代化改革，花蓮縣警局納入內政部警政署系統並多次調整組織，強化刑事偵查與交通指揮功能。
進入21世紀後，花蓮縣警局積極推動「社區警政」與「科技警政」政策，導入警用資訊系統、行動派遣裝置與交通監控設備，並在太魯閣國家公園、蘇花公路與東部鐵道沿線加強巡邏與災害應變任務。該局亦經常配合中央執行重大治安專案，並針對地方特性設置專業勤務，如原住民族部落巡守、偏鄉交通服務與觀光景區識詐宣導。

## 組織
花蓮縣政府警察局設有局本部各業務單位、直屬警察隊伍，以及五個分局與轄內派出所／分駐所，全面負責縣內13鄉鎮市治安、交通與災害管理。其組織架構如下：
| 類別           | 單位名稱                                                                 |
| -------------- | ------------------------------------------------------------------------ |
| 局本部         | 局長室、秘書室、人事室、主計室、政風室、督察科                           |
| 業務科室       | 勤務指揮科、刑事警察科、保安科、交通警察科、外事科、資訊室               |
| 直屬警察隊     | 刑事警察大隊、保安警察大隊、交通警察隊、婦幼警察隊、少年警察隊           |
| 所屬分局       | 花蓮分局、吉安分局、新城分局、鳳林分局、玉里分局                         |
| 派出所／分駐所 | 南華派出所、天祥派出所、鳳林派出所、豐濱分駐所、瑞穗派出所、富里分駐所等 |

## 事件

### 七腳川事件
1908–1909年，日本統治時期，太魯閣族原住民不滿殖民政策，於花蓮七腳川發起反抗，與日警發生多次激烈衝突。當時花蓮港警察署調集警力進行鎮壓，事件造成死傷數十人，成為日治時代東部原住民族抗爭的代表性事件之一。

### 花蓮五子命案偵破
2006年9月，吉安鄉發生震驚全台的「五子命案」，一家五名孩童被發現綑綁燒炭死亡。花蓮警方接獲通報後組成專案小組，深入追查家內狀況與家庭背景，最終查明係母親因心理壓力所為。案件引起社會對家庭暴力與兒童保護制度的關注。

### 員警涉賭博業者貪瀆案
2012年，監察院針對地方警政貪瀆進行調查，發現花蓮警方疑與特定賭博電玩業者存在不當聯繫，多名員警接受招待、包庇營業。案發後多位涉案人員遭調職與懲處，並引發社會對警政廉潔與內控機制的檢討與關注。

### 槍毒案件偵辦
2019年5月，花蓮市國聯路巡邏警員攔查一輛可疑車輛，當場查獲改造手槍、子彈與多包安非他命等毒品。經擴大偵辦，成功查出其為花東地區流竄販毒集團成員，警方依槍砲與毒品罪嫌送辦，並獲縣警局長表揚。

### 跨縣市連續竊盜案破獲
2022年，鳳林分局接獲民眾報案指出多起民宅遭竊，偵查隊循線調閱監視器並鎖定主嫌。調查發現該竊盜集團橫跨花蓮、台東與宜蘭等縣市犯案，最終一舉破獲並追回部分贓物，展現地方警政機關聯合偵查成效。

## 外部連結
- 花蓮縣警察局全球資訊網
- 花蓮縣警察局的Facebook專頁